# Koclov
Koclov (německy Kotzlow) je osada a katastrální území v okrese Strakonice v Jihočeském kraji. Je součástí obce Novosedly. Nachází se asi 10 km západně od Strakonic. V roce 2021 zde žilo 79 obyvatel ve 23 domech.
Koclov byl dříve sídlo se samostatnou zástavbou, nyní je jeho zastavěné území srostlé se zástavbou Novosedel. V původním Koclově je registrováno 16 čísel popisných, dalších 16 čísel popisných patří domům, které již k původní zástavbě nepatří, ale byly zahrnuty do katastrálního území Koclov. Ke Koclovu rovněž patří Stružský mlýn.
V Koclově se nachází kaple, kříž a čtyři malé bezejmenné rybníky.
| Rok            | 1869 | 1880 | 1890 | 1900 | 1910 | 1921 | 1930 | 1950 | 1961 | 1970 | 1980 | 1991 | 2001 | 2011 | 2021 |
| -------------- | ---- | ---- | ---- | ---- | ---- | ---- | ---- | ---- | ---- | ---- | ---- | ---- | ---- | ---- | ---- |
| Počet obyvatel | 123  | 125  | 135  | 146  | 143  | 129  | 134  | 111  | –    | 87   | 76   | 62   | 63   | 69   | 79   |
| Počet domů     | 21   | 24   | 24   | 24   | 24   | 25   | 25   | 31   | –    | 27   | 23   | 26   | 28   | 23   | 23   |

## Pamětihodnosti
- Kaple svatého Jana Nepomuckého z roku 1852